# Predsjednik Slovenije
Predsjednik Republike Slovenije najviši je politički dužnosnik u Sloveniji, koji predstavlja Republiku Sloveniju i zapovijeda njezinim obrambenim snagama. Trenutna predsjednica je Nataša Pirc Musar.
Prvi predsjednik samostalne Slovenije (1991. – 1992.), tada još kao predsjednik Predsjedništva Republike Slovenije, bio je Milan Kučan. Na prvim predsjedničkim izborima 1992. dobio je prvi petogodišnji mandat predsjednika Slovenije, koji je 1997. godine produžio u drugi mandat. Na trećim predsjedničkim izborima 2002. pobijedio je Janez Drnovšek i 22. prosinca 2002. preuzeo mandat. U drugom krugu izbora, koji je održan 11. studenog 2007., pobijedio je Danilo Türk. 22. prosinca 2012. dužnost predsjednika preuzeo je Borut Pahor, nakon pobjede na predsjedničkim izborima nad Danilom Türkom.

## Popis

### SR Slovenija
Popis predsjednika SR Slovenije (1974. – 1991.):
| Ime             | Početak mandata   | Završetak mandata  | Politička stranka |
| --------------- | ----------------- | ------------------ | ----------------- |
| Sergej Kraigher | 1974.             | 1979.              | SKS               |
| Viktor Avbelj   | 1979.             | 1982.              | SKS               |
| France Popit    | 1982.             | 1988.              | SKS               |
| Janez Stanovnik | 1988.             | 1990.              | SKS               |
| Milan Kučan     | 10. svibnja 1990. | 23. prosinca 1991. | ZLSD              |

### Republika Slovenija
Popis predsjednika Republike Slovenije (1991. – danas):
| Ime               | Rođenje – Smrt | Početak mandata    | Završetak mandata  | Politička stranka                                     |
| ----------------- | -------------- | ------------------ | ------------------ | ----------------------------------------------------- |
| Milan Kučan       | 1941. –        | 23. prosinca 1991. | 22. prosinca 2002. | nezavisni                                             |
| Janez Drnovšek    | 1950. – 2008.  | 22. prosinca 2002. | 22. prosinca 2007. | Liberalna demokracija Slovenije (do 2006.), nezavisni |
| Danilo Türk       | 1952. –        | 23. prosinca 2007. | 22. prosinca 2012. | Liberalna demokracija Slovenije (do 2006.), nezavisni |
| Borut Pahor       | 1963. –        | 23. prosinca 2012. | 22. prosinca 2022. | Socijaldemokrati (do 2012.), nezavisni                |
| Nataša Pirc Musar | 1968. –        | 22. prosinca 2022. | u službi           | nezavisna                                             |

## Vanjske poveznice
- Ured predsjednika Republike Slovenije